# Garrafa térmica

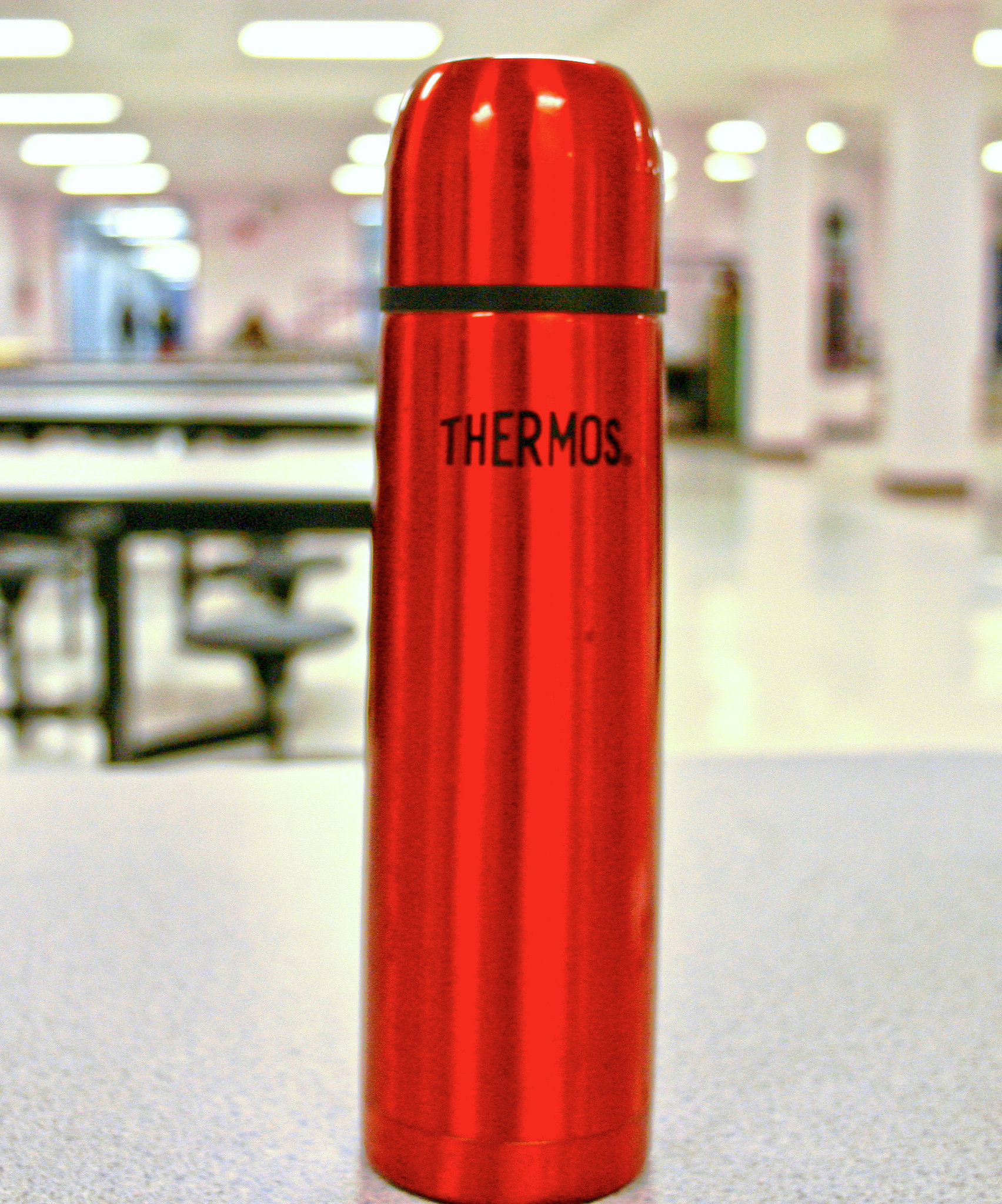
O design típico de uma garrafa térmica, usada para manter a temperatura de fluidos como café

Uma garrafa térmica é um recipiente isolado que aumenta muito o tempo pelo qual o seu conteúdo permanece mais quente ou mais frio do que o ambiente. Inventada por Sir James Dewar em 1892, a garrafa térmica consiste de dois frascos, colocados um dentro do outro e unidos no pescoço. O espaço entre os dois frascos é parcialmente evacuado do ar, criando um quase vácuo, que reduz significativamente a transferência de calor por condução ou convecção.
Garrafas térmicas são usadas domesticamente para manter bebidas quentes ou frias por períodos longos de tempo e em muitos usos na indústria.

## História

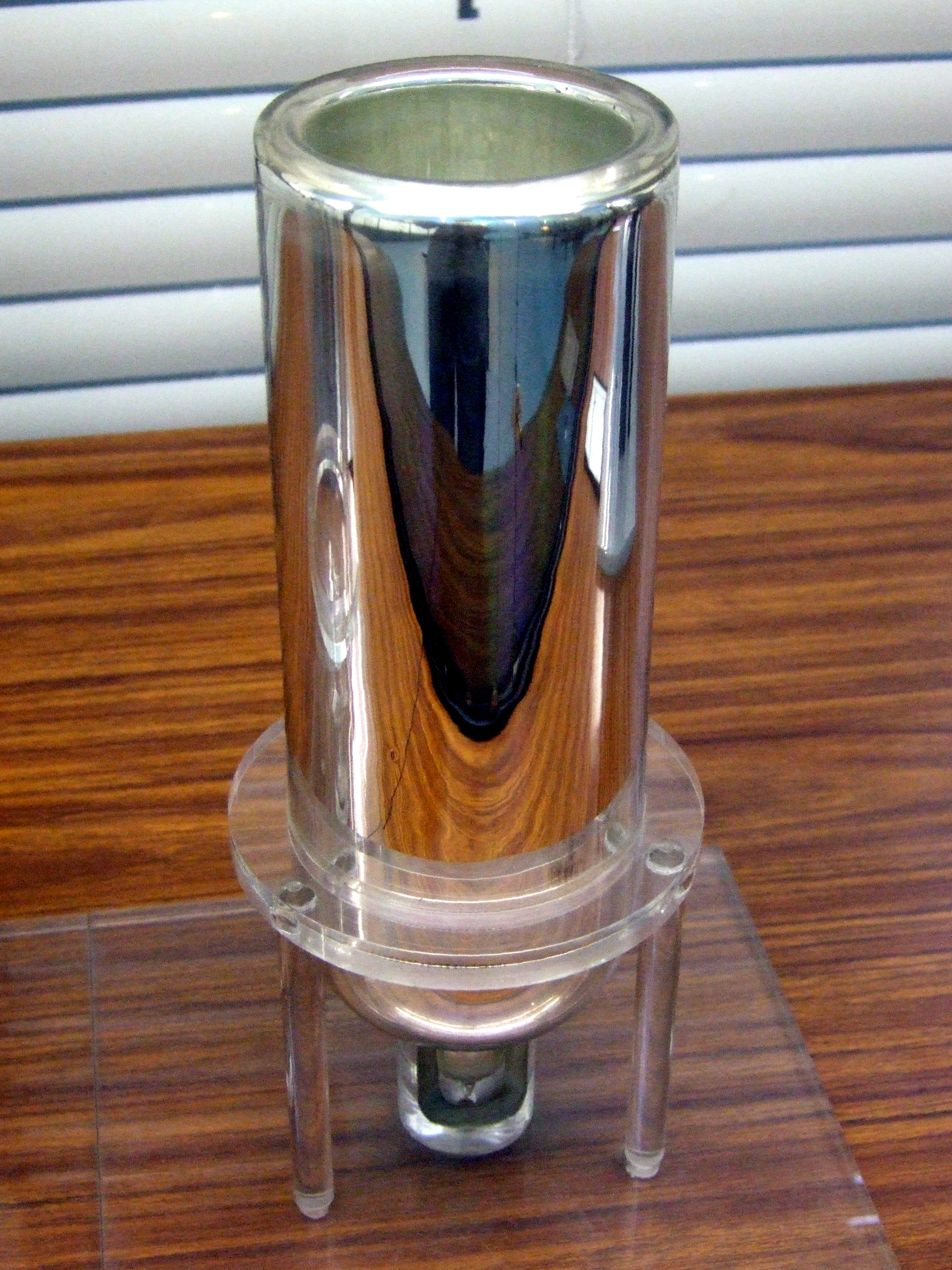
Frasco de Dewar de laboratório, Deutsches Museum, Munique

Diagrama de uma garrafa térmica

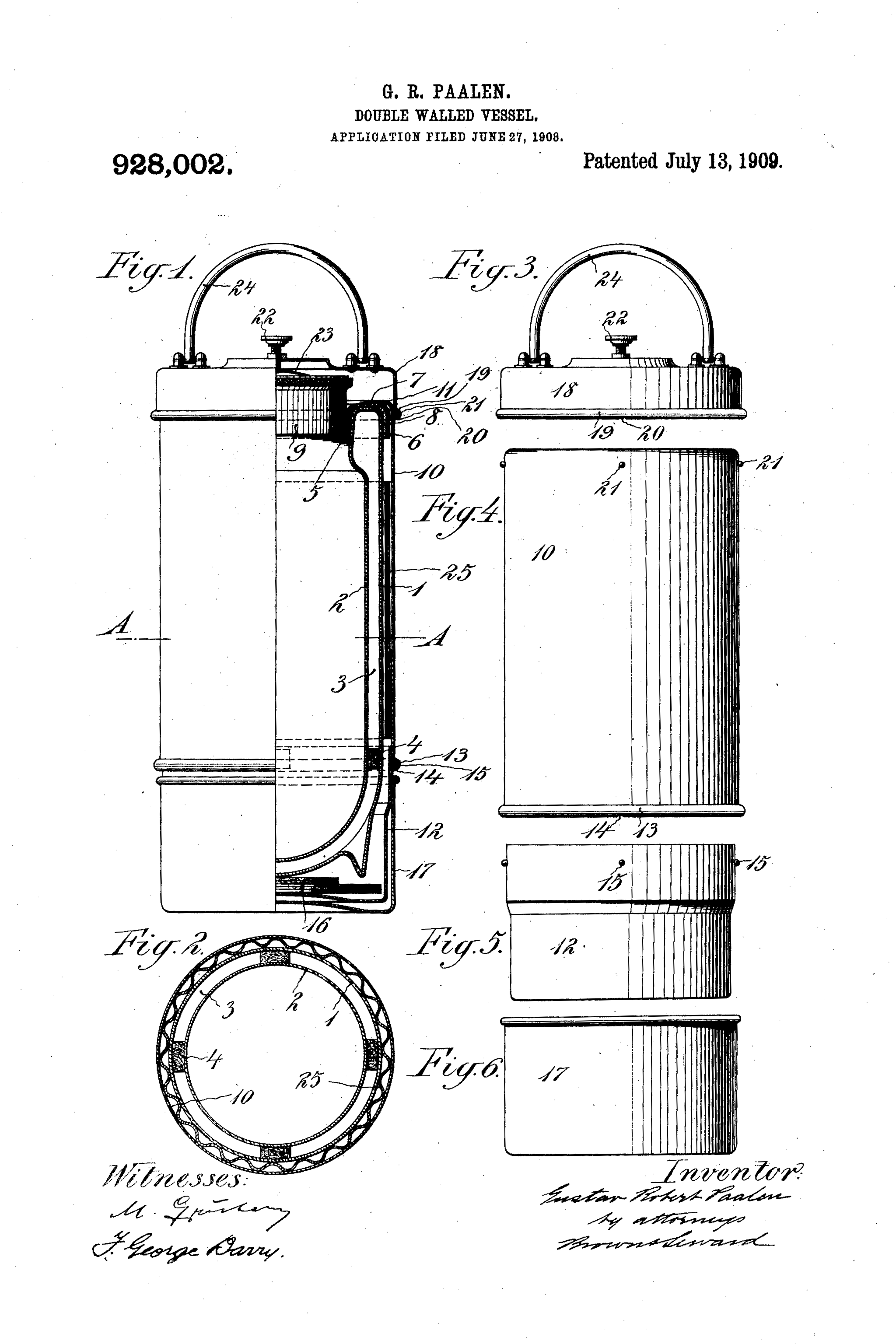
Vaso de dupla parede de Gustav Robert Paalen. Patente de 27 de junho de 1908, publicada em 13 de julho de 1909

O frasco de vácuo foi projetado e inventado pelo cientista escocês Sir James Dewar em 1892, como resultado de sua pesquisa no campo da criogenia, e é às vezes chamado “frasco de Dewar” em sua homenagem. Enquanto desenvolvia experiências para determinar o calor específico do elemento paládio, Dewar fez uma câmara de latão que ele colocou dentro de outra câmara, para manter o paládio na temperatura desejada. Ele evacuou o ar entre as duas câmaras, criando um vácuo parcial, para manter estável a temperatura do conteúdo. Pela necessidade deste frasco isolado, James Dewar criou a garrafa térmica, que se tornou uma ferramenta significativa para experiências químicas e também se tornou um item doméstico comum. O frasco foi posteriormente desenvolvido utilizando novos materiais, como vidro e alumínio. Dewar, entretanto, se recusou a patentear sua invenção.
Os fabricantes alemães de vidro soprado Reinhold Burger e Albert Aschenbrenner descobriram que o frasco poderia ser usado para manter frias as bebidas frias, e quentes as bebidas quentes, e desenvolveram um frasco mais robusto, que era próprio para o uso diário. O projeto do frasco de Dewar não tinha sido patenteado, mas os alemães que descobriram o uso comercial para o produto deram-lhe o nome de Thermos e requereram os direitos sobre a invenção e sobre a marca. Numa tentativa subsequente de reclamar os direitos sobre a invenção, Dewar perdeu a disputa judicial para a companhia. A fabricação e o desempenho da garrafa Thermos foram significativamente melhorados pelo inventor vienense Gustav Robert Paalen, que projetou vários tipos para uso doméstico, que ele patenteou e distribuiu amplamente.

## Projeto
A garrafa térmica consiste de dois frascos, um colocado dentro do outro, e unidos no pescoço. O espaço entre os dois é parcialmente evacuado de ar, criando um vácuo parcial, que reduz a condução e convecção térmicas. A transferência de calor por radiação pode ser minimizada espelhando-se as superfícies dos frascos voltadas para o espaço interno, mas isto pode se tornar problemático se o conteúdo do fraco ou o ambiente ficam muito quentes, por isso geralmente as garrafas térmicas suportam líquidos abaixo do ponto de ebulição da água.
A maior parte da transferência de calor ocorre através do pescoço e da abertura da garrafa, onde não há vácuo. As garrafas térmicas são geralmente feitas de metal, vidro borossilicato, espumas sólidas ou plástico, e são fechadas com cortiça ou plástico polietileno. Frascos a vácuo também são utilizados como contentores isolados para transporte.
Frascos a vácuo extremamente grandes ou compridos muitas vezes não conseguem suportar totalmente o frasco interno somente pelo pescoço, por isso uma suportação adicional é realizada com espaçadores entre as superfícies interior e exterior. Esses espaçadores atuam como pontes térmicas e reduzem parcialmente as propriedades isolantes do frasco em torno da área onde o espaçador toca a superfície interna.

## Pesquisa e indústria
Em laboratórios e indústria, garrafas térmicas são frequentemente usadas para armazenar gases liquefeitos (frequentemente nitrogênio líquido) para congelamento rápido, preparação de amostras e outros processos em que se deseja a manutenção de temperaturas extremamente baixas. Garrafas térmicas maiores armazenam líquidos que se vaporizam a temperaturas bem abaixo da temperatura ambiente, como oxigênio e nitrogênio; neste caso, a passagem de calor para o interior extremamente frio da garrafa resulta numa lenta evaporação do líquido, de modo que se torna necessária uma estreita abertura não tamponada, ou uma abertura tamponada protegida por uma válvula de alívio de pressão, para evitar que a pressão aumente e acabe por quebrar a garrafa. O isolamento da garrafa térmica resulta em uma evaporação muito lenta, portanto o conteúdo permanece líquido por longos períodos sem equipamentos de refrigeração.
O princípio da garrafa térmica a torna ideal para o armazenamento de alguns tipos de combustíveis de foguetes, e a NASA o usou extensivamente nos tanques de propelentes dos foguetes Saturno nos anos 1960 e 1970.
O projeto e forma do frasco de Dewar foram usados como modelo para experimentos ópticos baseados na ideia de que a forma dos dois compartimentos com o espaço entre eles é similar ao modo como a luz atinge o olho. A garrafa térmica também foi parte de experiências que a usavam como o capacitor de produtos químicos diferentes, de modo a mantê-los a uma temperatura consistente.
O frasco de Dewar industrial é a base para um aparelho usado para isolar passivamente embarques médicos. A maioria das vacinas são sensíveis ao calor e requerem um sistema de cadeia de frio para mantê-las estáveis próximo das temperaturas de congelamento. O aparelho Arktek utiliza oito blocos de um litro para manter vacinas abaixo de 10 °C.